# Mikado (biscotti)
Mikado, noti in Giappone come Pocky (ポッキー?, Pokkī), sono dei biscotti ricoperti di cioccolato, creati nel 1966 dalla Ezaki Glico, a partire da un altro prodotto dell'azienda, denominato Pretz. Sono distribuiti in Europa dal 1982 dalla General Biscuit Glico France (GBGF).